# Rosay (Yvelines)
Rosay (Yvelines) é uma comuna francesa na região administrativa da Île-de-France, no departamento de Yvelines. A comuna possui 348 habitantes segundo o censo de 1990.